# Farneški Dijadumen
Farneški Dijadumen je rimska mramorna kopija Polikletove skulpture Dijadumena iz 1. stoljeća naše ere, nešto manja od prirodne veličine. Nekada je bila u zbirci Farnese, a danas je u Britanskom muzeju.

## Vanjske poveznice
|  | Zajednički poslužitelj ima još gradiva o temi Farneški Dijadumen |